# Мастер святой Вероники
Мастер святой Вероники (нем. Meister der Heiligen Veronika) — условное прозвание неизвестного художника, работавшего в Кёльне в конце XIV — начале XV веков. Дано по наиболее известному произведению мастера, «Плат Святой Вероники», созданному около 1420 года для церкви святого Северина в Кёльне и представлявшему собой центральную часть триптиха.
Настоящее имя Мастера святой Вероники неизвестно. Он получил образование при французском дворе. В творчестве художника видны следы влияния французской книжной миниатюры. Вероятно, он учился в Париже и Дижоне. Стиль мастера существенно отличается от традиций кёльнской живописи XIV века. В своём творчестве Мастер святой Вероники соединяет современные ему достижения западной (французской) живописи и традиционный кёльнский «мягкий стиль» (нем. Weicher Stil), являясь ярчайшим представителем интернациональной готики в Кёльне. Творчество мастера оказало существенное влияние на последующих художников этого направления.
Художнику также приписываются и другие произведения, созданные до «Святой Вероники», в частности, «Мадонна с цветком гороха» (около 1400) из Германского национального музея в Нюрнберге.
Триптих работы Мастера святой Вероники находится в собрании живописи Хайнца Кистерса в Кройцлингене, Швейцария.

## Галерея
- Святая Вероника с платом Христа. Ок. 1420. Старая Пинакотека, Мюнхен
- Мадонна с цветком гороха. Ок. 1400. Германский национальный музей, Нюрнберг